# Jelenia Góra Zabobrze
Jelenia Góra Zabobrze – kolejowy przystanek osobowy między ulicami Paderewskiego i Grunwaldzką w Jeleniej Górze, w województwie dolnośląskim, w Polsce, otwarty 15 grudnia 2019 roku. 

## Ruch pasażerski
| Rok  | Wymiana pasażerska na dobę |
| ---- | -------------------------- |
| 2017 | –                          |
| 2022 | 200-299                    |